# Chiesa di San Giovanni Leonardi
La chiesa di San Giovanni Leonardi è una chiesa parrocchiale di Roma sita a Torre Maura.

## Storia
La parrocchia è stata eretta il 25 aprile 1951 con il decreto del cardinale vicario Francesco Marchetti Selvaggiani Percrescente incolarum ed è stata affidata ai Chierici regolari della Madre di Dio, di cui san Giovanni Leonardi fu il fondatore. La chiesa parrocchiale è stata consacrata dal cardinale Camillo Ruini, Pro Vicario Generale di Sua Santità, il 19 maggio 1991.
Il territorio della parrocchia è stato scorporato da quello di San Felice da Cantalice a Centocelle.
Il riconoscimento agli effetti civili è stato decretato il 3 giugno 1956.
Dal 2024 sulla chiesa insiste il titolo cardinalizio di San Giovanni Leonardi.

## Descrizione
La chiesa a pianta basilicale e stile neoromanico è stata progettata da Tullio Rossi nel 1950.
La facciata si presenta nello stile di quelle suburbane, con pronao chiuso e portale con arco a tutto sesto, il corpo principale ha come unica apertura un rosone centrale a vetri policromi, opera di Luciano Vinardi. L'interno è a navata unica, coperta da una lineare capriata lignea; le pareti sono dipinte con decorazioni a finto marmo e presentano finestre policrome nella parte sommitale. La navata termina in un arcone, la cui parete è dipinta con un Cristo Re come chiave di volta, oltre al quale si apre l'abside. Dieci piccole cappelle sono ricavate sulle pareti laterali nell'intradosso degli archi: di queste le tre centrali su ogni lato sono separate dalla navata con archi a tutto sesto impostati su pilastri quadrangolari, mentre le cappelle verso l'ingresso e verso l'abside presentano volumi cubici.
Ospita una pala d'altare di Mario Barberis (San Giovanni Leonardi) e la statua lignea dello stesso santo, opera dello scultore Giuseppe Runggaldier di Ortisei.
Nel 1972 la chiesa fu sottoposta a lavori d'adeguamento. In quest'occasione fu eretta la cappella di Sant'Antonio al posto della cantoria e le due finestre dell'abside furono abbassate.
Il complesso edilizio è di proprietà della Pontificia opera per la preservazione della fede e la provvista di nuove chiese in Roma.
All'interno del quartiere periferico di Torre Maura, segnato dalla speculazione edilizia e dall'abusivismo, quest'edificio costituisce un punto di riferimento e un motivo di orgoglio per gli abitanti.